# Dražen Žerić
Dražen Žerić Žera (Mostar, 20. srpnja 1964.) bosanskohercegovački je glazbenik i klavijaturist, frontman sarajevskog pop-rock sastava Crvena jabuka. 
U Sarajevu je završio glazbenu školu, odsjek klavir. Godine 1985. prijatelj Dražen Ričl pozvao ga je da prijeđe u tek nastalu grupu Crvena jabuka. U originalnoj postavi svirao je klavijature. Godine 1987., nakon pogibije dijela sastava u prometnoj nesreći, preuzima ulogu vokalista Crvene jabuke čiji je i danas pjevač.